# Piesport
Piesport is een plaats in de Duitse deelstaat Rijnland-Palts, en maakt deel uit van de Landkreis Bernkastel-Wittlich. Piesport telt 2.023 inwoners.

## Geografie
Piesport ligt op de rechteroever van de Moezel tussen Trier en Bernkastel-Kues. Aan de overzijde van de Moezel rijzen de steile hellingen van de Eifel op. Dit wordt de Moezellorelei genoemd, te vergelijken met de Loreley van de Rijn. Er liggen geen wegen, er is zelfs niet eens plaats voor een wandelpad. Op de zeer steile hellingen liggen toch nog enkele wijngaarden. In de jaren 1930 werd er ook ongeveer tien jaar aan mijnbouw gedaan.
Piesport bestaat uit de Ortsteilen Piesport, Niederemmel (Emmel, Reinsport en Müstert) en Ferres (op de linkeroever van de Moezel).

## Bestuur
De plaats is een Ortsgemeinde en maakt deel uit van de Verbandsgemeinde Bernkastel-Kues.

## Wijnbouw
De wijnbouw in Piesport dateert al uit de Romeinse periode. In 1985 werd er een grote Romeinse druivenpers- en wijnkelderinstallatie blootgelegd. Die bestond oorspronkelijk uit tien ruimten waarin zeven opslagtanks waren ondergebracht. Niet minder dan 43000 liter kon erin opgeslagen worden.
Met ongeveer 413 ha is Piesport zowat de grootste wijnbouwgemeente van de Mosel. Traditioneel wordt er hoofdzakelijk Riesling verbouwd. Piesport ligt in het Bereich Bernkastel. De beste wijnhellingen zijn Treppchen, Falkenberg, Goldtröpfchen, Domherr, Günterslay, Gärtchen, Kreuzwingert, Schubertslay, Grafenberg en Hofberger. Ze behoren allemaal tot de Grosslage Michelsberg.